# Nedoklan
Nedoklan (bulgariska: Недоклан) är ett distrikt i Bulgarien.   Det ligger i kommunen Obsjtina Razgrad och regionen Razgrad, i den nordöstra delen av landet, 280 km öster om huvudstaden Sofia.
Trakten runt Nedoklan består till största delen av jordbruksmark. Runt Nedoklan är det ganska tätbefolkat, med 83 invånare per kvadratkilometer.